# Feuille-morte du peuplier
Gastropacha populifolia
Pour les articles homonymes, voir Feuille morte (homonymie).
Espèce

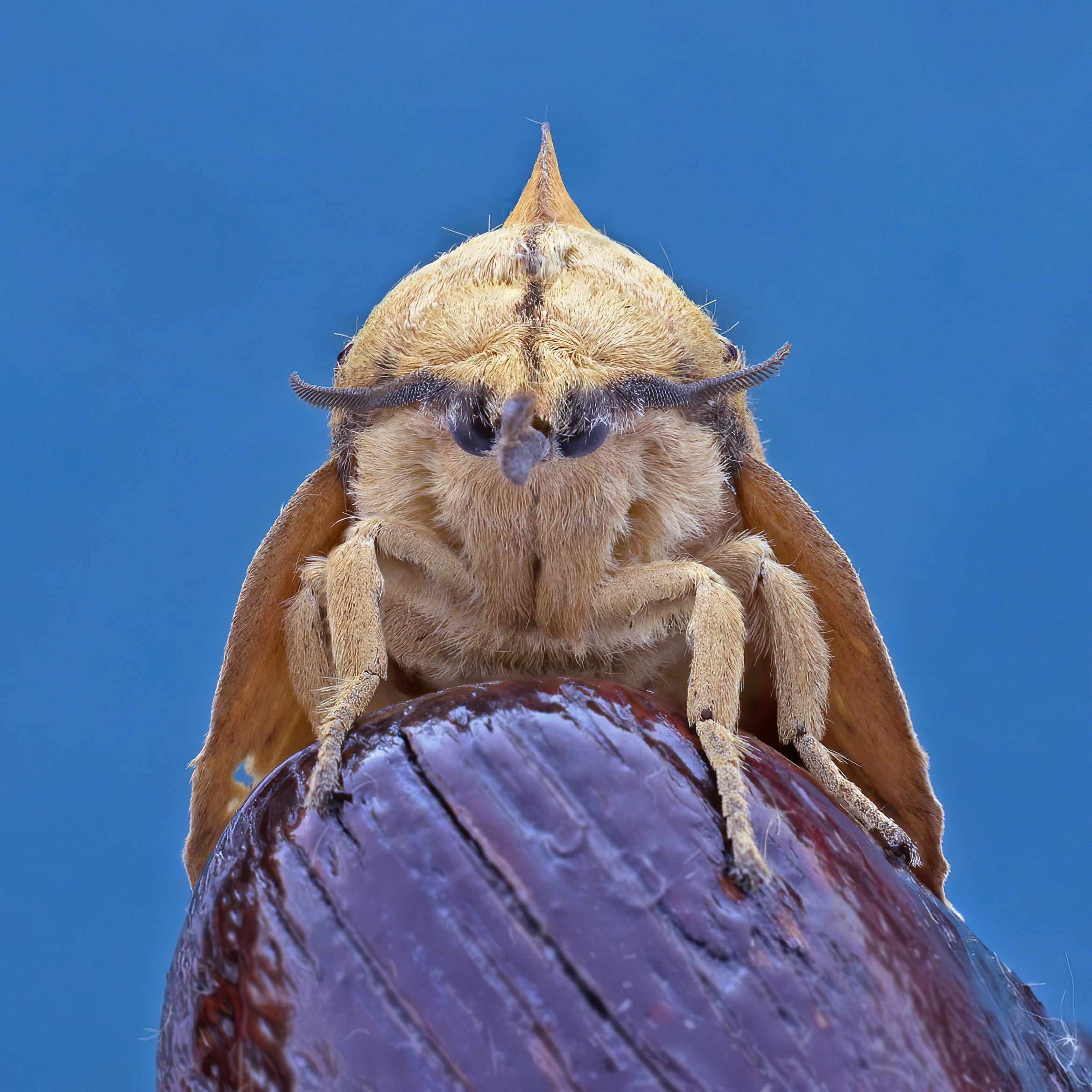
Une feuille-morte du peuplier dans le delta du Danube, Roumanie. Aout 2022.

La Feuille-morte du peuplier ou le Bombyx des feuilles de peuplier, Gastropacha populifolia, est une espèce de lépidoptères appartenant à la famille des Lasiocampidae.
- Répartition : de l’Europe au Japon, sauf en Grande-Bretagne et dans la Péninsule Ibérique.
- Envergure du mâle : 21 à 30 mm.
- Période de vol : de juin à septembre en une ou deux générations.
- Habitat : lieux humides en dessous de 1 000 m.
- Plantes-hôtes : Populus, Salix et Fraxinus.

### Sources
- P.C. Rougeot, P. Viette, Guide des papillons nocturnes d'Europe et d'Afrique du Nord, Delachaux et Niestlé, Lausanne 1978.
- Collectif d'entomologistes amateurs, Guide des papillons nocturnes de France : plus de 1620 espèces décrites et illustrées, Paris, Delachaux et Niestlé, 2007, 288 p. (ISBN 978-2-603-01429-5), p. 30, n°50